# Puerto-ricanische Billie-Jean-King-Cup-Mannschaft
Die puerto-ricanische Billie-Jean-King-Cup-Mannschaft ist die Tennisnationalmannschaft von Puerto Rico, die im Billie Jean King Cup eingesetzt wird. Der Billie Jean King Cup (bis 1995 Federation Cup, 1996 bis 2020 Fed Cup) ist der wichtigste Wettbewerb für Nationalmannschaften im Damentennis, analog dem Davis Cup bei den Herren.

## Geschichte
1992 nahm Puerto Rico erstmals am Billie Jean King Cup teil. Das bisher beste Ergebnis verbuchte das Team 2005 mit dem Erreichen der Play-offs zur Weltgruppe II.

## Teamchefs (unvollständig)
- Juan-Carlos Escudero

## Bekannte Spielerinnen der Mannschaft
- Vilmarie Castellvi
- Kristina Brandi
- Mónica Puig